# 牛頭法融
牛頭法融（ごず ほうゆう、開皇14年（594年） - 顕慶2年（657年））は、中国の唐代の牛頭宗の禅僧。俗姓は韋。牛頭宗の開祖。

## 略歴
潤州延陵県（現在の江蘇省鎮江市丹陽市延陵鎮）の出身。612年（大業8年）、19歳で茅山豊楽寺で出家し、大明法師（三論宗の興皇法朗の弟子）に師事して禅宗を学んだ。624年（武徳7年）、仏窟寺に移り、その後は幽棲寺に禅室を建てて隠居したが、652年（永徽3年）建初寺の住持となった。657年（顕慶2年）、享年64歳没で入滅。法臘41。

## 著作
- 『注金剛般若経』一巻
- 『金剛般若経意』一巻
- 『維摩経記』二巻
- 『維摩経要略疏』一巻
- 『華厳経私記』二巻
- 『法華名相』一巻